# 何廷鈺
何廷鈺（1515年—？），字潤夫，號熙泉，福建邵武府邵武縣人，匠籍，明朝政治人物。

## 生平
嘉靖十九年（1540年）庚子科福建鄉試第六十八名舉人。嘉靖二十九年（1550年）中式庚戌科會試第一百十九名，登第三甲第二名進士。授中书舍人，三十二年四月选授云南道試監察御史，十一月實授，三十三年三月弹劾户部郎中刘尔牧，令其廷杖去职，又议开胶莱新河，奉命巡视。三十四年任巡关御史，三十五年三月掌吏部事大学士李本奉诏考察不职科道官员，名列其中。

## 家族
曾祖何瓊；祖父何寬；父何洪，母虞氏；繼母吳氏。严侍下。兄何廷锦。弟廷铣、廷銘、廷鋭、廷鍾。